# Aeroportul San Rafael
Aeroportul San Rafael (IATA: AFA, ICAO: SAMR) este un aeroport din Provincia Mendoza, Argentina ce deservește zona Departamento San Rafael⁠(d). Aeroportul a fost tranzitat în noiembrie 2022 de 4.286 de pasageri.
Situat la o altitudine de 752 m, aeroportul dispune de o singură pistă. Este operat de Aeropuertos Argentina⁠(d).